# Esacisicosaedro
In geometria solida l'esacisicosaedro è uno dei tredici solidi di Catalan, duale dell'icosidodecaedro troncato.
È un poliedro non regolare, le cui 120 facce sono identici a triangoli rettangoli i cui lati sono proporzionali a {\displaystyle 10{\sqrt {5}}-20,\ 3{\sqrt {5}}-3,\ 10{\sqrt {5}}-18}.

## Area e volume
L'area A ed il volume V di un esacisicosaedro i cui spigoli più corti hanno lunghezza a sono le seguenti:
{\displaystyle A={\begin{matrix}{180 \over 11}{\sqrt {179-24{\sqrt {5}}}}\end{matrix}}\ a^{2}}
{\displaystyle V={\begin{matrix}{180 \over 11}(5+4{\sqrt {5}})\end{matrix}}\ a^{3}}

## Dualità
Il poliedro duale dell'esacisicosaedro è l'icosidodecaedro troncato, un poliedro archimedeo.

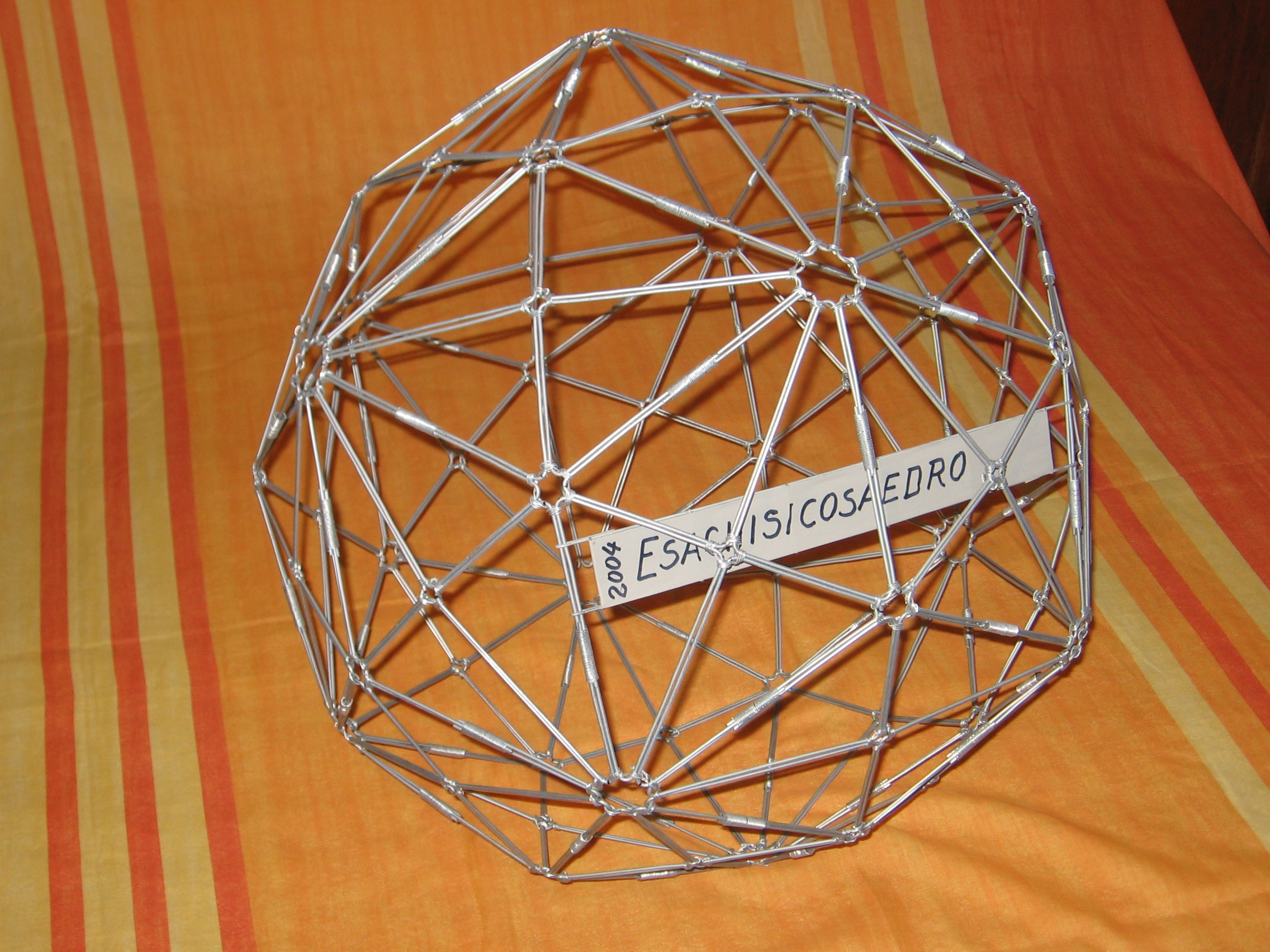
Lo scheletro dell'esacisicosaedro

## Simmetrie
Il gruppo delle simmetrie dell'esacisottaedro ha 120 elementi; il gruppo delle simmetrie che preservano l'orientamento è il gruppo icosaedrale {\displaystyle I\cong A_{5}}. Sono gli stessi gruppi di simmetria dell'icosaedro, del dodecaedro e dell'icosidodecaedro troncato.

## Altri solidi
Dei 62 vertici dell'esacisicosaedro, venti hanno valenza 6, dodici hanno valenza 10 e trenta hanno valenza 4.
I venti vertici di valenza 6 sono vertici di un icosaedro.
I dodici vertici di valenza 10 sono vertici di un dodecaedro.
I trenta vertici di valenza 4 sono vertici di un icosidodecaedro.